# Nowe Objezierze
Nowe Objezierze (niem. Groß Wubiser) – wieś w Polsce położona w województwie zachodniopomorskim, w powiecie gryfińskim, w gminie Moryń.
W latach 1975–1998 miejscowość administracyjnie należała do województwa szczecińskiego.
We wsi stoi zabytkowy kościół Wniebowzięcia Najświętszej Maryi Panny.
We wsi był przystanek kolejowy Nowe Objezierze.
W 2017 w okolicy Nowego Objezierza paralotniarze odkryli kręgi w zbożu na jednym z pól. Archeolodzy ze Szczecina, Poznania i Gdańska pod przewodnictwem prof. Lecha Czerniaka z Instytutu Archeologii Uniwersytetu Gdańskiego przeprowadzili wstępne badania potwierdzające wiek znaleziska szacowany na 7 tys. lat. W 2019 prace wykopaliskowe kontynuowano pod kierownictwem archeolog dr Agnieszki Matuszewskiej z Uniwersytetu Szczecińskiego. Odkryto pozostałości neolitycznego rondla o niemal 120-metrowej średnicy. Naukowcy sądzą, że była to świątynia, choć obiekt mógł pełnić również inną rolę (por. obserwatorium słoneczne w Goseck). 